# Tour de Rijke
Le Tour de Rijke est une course cycliste néerlandaise disputée à Spijkenisse, en Hollande-Méridionale. Créé en 1989 sous le nom de Omloop van Voorne-Putten, il s'est appelé Tour Beneden-Maas de 1996 à 2003 puis est devenu le Tour de Rijke en 2004. Il fait partie de l'UCI Europe Tour de 2005 à 2011, en catégorie 1.1, excepté en 2010. La dernière édition de la course a lieu en 2011.

## Palmarès
| Année                    | Vainqueur            | Deuxième            | Troisième                |
| Omloop van Voorne-Putten |                      |                     |                          |
| ------------------------ | -------------------- | ------------------- | ------------------------ |
| 1989                     | Tim Steijer          | John de Hey         | Marc van de Wetering     |
| 1990                     | Rob Lenting          | John Leijs          | Casper van der Meer (nl) |
| 1991                     | Erik Cent            | David Veenendaal    | Andre Grootveld          |
| 1992                     | Hennie Beijer        | Hans Brankaert      | Piet Eikelenboom         |
| 1993                     | Herman Woudenberg    | Jan Goedendorp      | Henk van der Ziel        |
| 1994                     | Tommy Post           | Ronald van der Tang | Harry van Putten         |
| 1995                     | Perry Bothof         | Peep Mikli          | Daniel Doede             |
| Tour Beneden-Maas        |                      |                     |                          |
| 1996                     | Emiel van Dijk       | Patrick Strouken    | Gerard Smits             |
| 1997                     | Stefan van Dijk      | Pieter Vries        | Sander Olijve            |
| 1998                     | Marcel Duijn         | Coen Boerman        | Linas Balčiūnas          |
| 1999                     | Daniel van Elven     | Bram de Waard       | Jurgen de Jong           |
| 2000                     | Fulco van Gulik (nl) | Bart Heirewegh      | Michel Vanhaecke         |
| 2001                     | Robert Hunter        | Geert Omloop        | Matteo Frutti            |
| 2002                     | Roger Hammond        | Bert Hiemstra       | Jurgen de Jong           |
| 2003                     | Jans Koerts          | Erik Dekker         | Gerben Löwik             |
| Tour de Rijke            |                      |                     |                          |
| 2004                     | Jans Koerts          | Gorik Gardeyn       | Wilco Zuyderwijk         |
| 2005                     | Stefan van Dijk      | Steven de Jongh     | Rik Reinerink            |
| 2006                     | Graeme Brown         | Marco Zanotti       | Danilo Hondo             |
| 2007                     | Gert Steegmans       | Graeme Brown        | Stefan van Dijk          |
| 2008                     | Steven de Jongh      | Eric Baumann        | Kristjan Koren           |
| 2009                     | Kenny van Hummel     | Eric Baumann        | Jürgen Roelandts         |
| 2010                     | Annulé               |                     |                          |
| 2011                     | Theo Bos             | Kenny van Hummel    | Daniel Schorn            |